# Stepancminda
Stepancminda (gruzínsky სტეფანწმინდა, Stepancminda; dříve Kazbegi, v českém překladu Svatý Štěpán) je městys na severu Gruzie v kraji Mccheta-Mtianetie. Leží v nadmořské výšce 1750 m, v údolí řeky Těrek na úpatí ledovce, sevřeno mezi horami Kazbek a Šoani ve Velkém Kavkazu. Stepancmindou prochází Gruzínská vojenská cesta spojující Gruzii s Ruskem. Stepancminda je administrativním centrem okresu (rajónu) Kazbegi a nachází se zde administrativní, kulturní, vzdělávací a zdravotnická zařízení.

## Historie
Oblast byla osídlena již v Antice. Roku 1877 zde byl nalezen poklad ze 4. až 5. století před naším letopočtem obsahující stříbrné poháry, železné džbány, náramky a sošky zvířat a lidí.
Stepancminda (Svatý Štěpán) je původní název sídla podle křesťanského prvomučedníka Svatého Štěpána. V roce 1921 (podle jiných zdrojů v roce 1925) byla přejmenována na počest zde narozeného Alexandra Kazbegiho (1848–1893), jednoho z nejznámějších gruzínských spisovatelů, na Kazbegi (gruzínsky ყაზბეგი). Bolševici totiž neuznávali názvy spojené s náboženstvím. Městečko bylo roku 2006 přejmenováno zpět na Stepancminda, zatímco okres přejmenován nebyl a nese nadále jméno Kazbegi. V běžné komunikaci se však dodnes používá spíše starší název.

## Pamětihodnosti
- V centru stojí pomník Alexandra Kazbegiho. Jeho rodný dům byl přeměněn v muzeum. Vedle originálů jeho rukopisů jsou zde vystaveny nalezené antické předměty a také šavle a dýmka Alexandra Sergejeviče Puškina, kterou používal na své cestě Gruzií.
- Kostel Nejsvětější Trojice (Gergeti)

## Hraniční přechod
Gruzínská celnice se nachází 12 km severně od Stepancmindy na evropské silnici E117 (gruzínská silnice č. 3) procházející Darialskou soutěskou. Za gruzínskou celnicí silnice ústí do dvojice tunelů, v prvním z nich přetíná Gruzínsko-Ruskou státní hranici. Oba tunely spojuje most přes řeku Těrek. Na ruském území pokračuje silnice s číslem A301 k celnici ve Věrchnyj Lars.
Od roku 2006 do 1. března 2010 byl přechod ze strany Ruska zablokován pod záminkou opravy ruské celnice. Doprava přes Kavkaz tak byla vytlačena na Transkavkazskou magistrálu, kde Jižní Osetie vybírala mýto.
Od 1. března 2010 byl podle oficiální informace MZV ČR hraniční přechod otevřen pouze pro občany Společenství nezávislých států a Gruzie, tj. turisté ze zemí EU, včetně Česka, jej využívat nemohli.
Začátkem roku 2012 byl provoz formálně rozšířen na mezinárodní, avšak přechod je pro cizince průjezdný pouze se zvláštním povolením ruských úřadů.